# Vlag van Lutkewierum

Vlag van Lutkewierum

De vlag van Lutkewierum is de dorpsvlag van het Nederlandse dorp Lutkewierum, in de Friese gemeente Súdwest-Fryslân. De vlag werd in 1999 aangenomen en in 2001 geregistreerd. Het ontwerp van de vlag is van de hand van J.C. Terluin en R.J. Broersma.

## Beschrijving
De beschrijving van de vlag is als volgt:
Vijf lengtebanen groen, geel, groen, geel en groen, in de verhouding 2:3:2:3:2, met aan de broekzijde drie boven elkaar geplaatste en aanrakende rode broekingsdriehoeken, waarvan de toppen liggen op de 1/3 vlaglengte en naar de broekzijde verlengd zijn met 1/6 vlaglengte.
De kleuren zijn afkomstig van het dorpswapen.

## Symboliek

Rode punten: staan voor de bebouwing van het dorp Lutkewierum en van de buurtschap Grotewierum.